# Rede estudantil classista e combativa
A Rede Estudantil Classista e Combativa (RECC) é uma organização estudantil brasileira filiada à Federação das Organizações Sindicalistas Revolucionárias do Brasil anteriormente conhecida como Fórum de Oposições pela Base. Em 2009, a Ação Direta Estudantil (ADE), do Rio de Janeiro, e a Oposição Classista, Combativa e Independente (OCCI), da UnB,  através da Tese "Construir o Movimento Estudantil Classista e combativo" definiram a construção de uma rede de estudantes combativos, dando origem a RECC (Rede Estudantil Classista e Combativa), que reivindica uma alternativa ao que criticam como 'parlamentarismo estudantil'.
Foi fundada no contexto da Reforma Universitária do Governo Lula e da crescente oposição à UNE, que culminou na fundação da CONLUTE (Coordenação Nacional de Luta dos
Estudantes), em 2007, e da ANEL (Assembleia Nacional dos Estudantes - Livre) em 2009, a RECC defendeu os princípios de Ação Direta, Antigovernismo das organizações estudantis e do Antirreformismo no movimento estudantil, como também a autonomia frente ao poder político e econômico e a democracia de base entendendo o estudante como uma fração da classe trabalhadora. Defendeu a participação ampla dos estudantes na Coordenação Nacional de Lutas (CONLUTAS) no congresso de Santos, em 2010.
Conhecida por sua participação em Grêmios e Centros Acadêmicos, na luta contra o aumento do preços das passagens das barcas Rio-Niterói, pela manutenção do passe livre na cidade do Rio de Janeiro, contra as reformas educacionais dos governos Lula, Dilma e Temer, na formação de Comitês de Autodefesa das Mulheres (CADM) no Rio de Janeiro e em mobilizações políticas como a manifestação na rampa do Palácio do Planalto contra o aumento do salário dos parlamentares, na ocupação da reitoria da UFG em 2014, como também na luta pelo bandejão da UERJ.

## Referência
1. ↑  Silva, Rafael V. da; Corrêa, Felipe; Willian, Kauan (2020). Mudança Social e Participação Política: os conflitos, as transformações, as utopias. São Paulo: Edições do Programa Pós-graduação em Mudança Social e Participação Política (EACH-USP). p. 192
2. ↑  {citar web|url=https://redeclassista.blogspot.com/2009/08/tese-ao-congresso-nacional-dos.html%7Ctitulo=Tese ao Congresso Nacional dos Estudantes}}
3. ↑  «Fundação da RECC»
4. ↑  
de Andrade, Priscila Serafim, Paulo Jackson Garcez Santos, and Letícia Gabrielle Lima da Costa. "REFLEXÕES ACERCA DA BUROCRATIZAÇÃO E ESTATIZAÇÃO DAS ORGANIZAÇÕES DE MASSA E SUAS CONSEQUÊNCIAS PARA O MOVIMENTO ESTUDANTIL." Congresso Brasileiro de Assistentes Sociais 2019. Vol. 16. No. 1. 2019.
5. ↑  Pereira, Lucas César Ramos. "54º CONUNE: a crise existencial da União Nacional dos Estudantes." (2015).
6. ↑  
Boutin, Aldimara Catarina Brito Delabona. "A participação política em grêmios estudantis na perspectiva de documentos orientadores." Educação Online 16.37 (2021): 15-34.
7. ↑  «Estudantes protestam contra salário de parlamentares». noticias.uol.com.br. Consultado em 4 de setembro de 2021
8. ↑  «Estudantes fazem manifestação em frente ao Palácio do Planalto». Jornal de Brasília. 27 de dezembro de 2010. Consultado em 4 de setembro de 2021
9. ↑  «Estudantes protestam contra reajuste de parlamentares em frente ao Palácio do Planalto». noticias.uol.com.br. Consultado em 4 de setembro de 2021
10. ↑  «Estudantes da UFG ocupam a reitoria». Revista Fórum. 9 de maio de 2014. Consultado em 4 de setembro de 2021
11. ↑  admin (27 de outubro de 2017). «Luta pelo Bandejão da UERJ: entre a precarização e a barbárie». Passa Palavra. Consultado em 4 de setembro de 2021